# レティーロ駅
レティーロ駅(スペイン語: Estación Retiro)は、アルゼンチン・ブエノスアイレス特別区のレティーロ地区にある3路線、3つの駅舎からなる鉄道駅である。駅周辺は中心業務地区(CBD)であり、サン・マルティン広場に面している。
アルゼンチンでもっとも忙しい鉄道駅のひとつであり、ミトレ線、ベルグラーノ北線、サンマルティン線の3近郊路線のターミナル駅となっている。駅前および東側にはブエノスアイレスの主要なバスターミナルであるレティーロ・バスステーションがある。短距離路線バスのバス停やブエノスアイレス地下鉄のC線の駅にも接続している。

## 歴史
フレンチスタイルの駅舎はイギリス人建築家のユースタス・L・コンダー、ロジャー・コンダー、シドニー・G・フォレット、技術者のレジナルド・レイノルズによって設計された。1909年6月に着工し、レティーロ駅は1915年8月1日にオープンした。鉄骨構造はイングランドのリヴァプールで作られ、アルゼンチンで再び組み立てられた。長年に渡り、南米の土木工学上もっとも重要な例であり、建築学上世界でもっとも優れた建築物のひとつであるとされた。1997年にはアルゼンチン歴史遺産に指定された。
|  |  |  |

## 路線

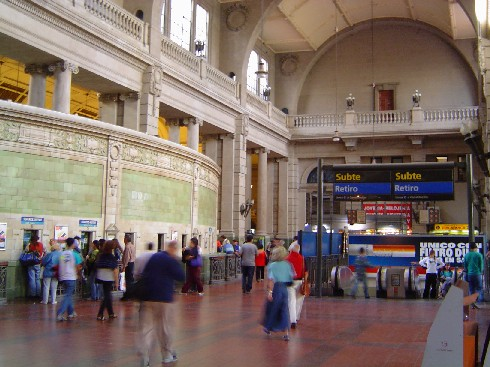
レティーロ・ミトレ駅の切符売り場とロビー、地下鉄との接続口

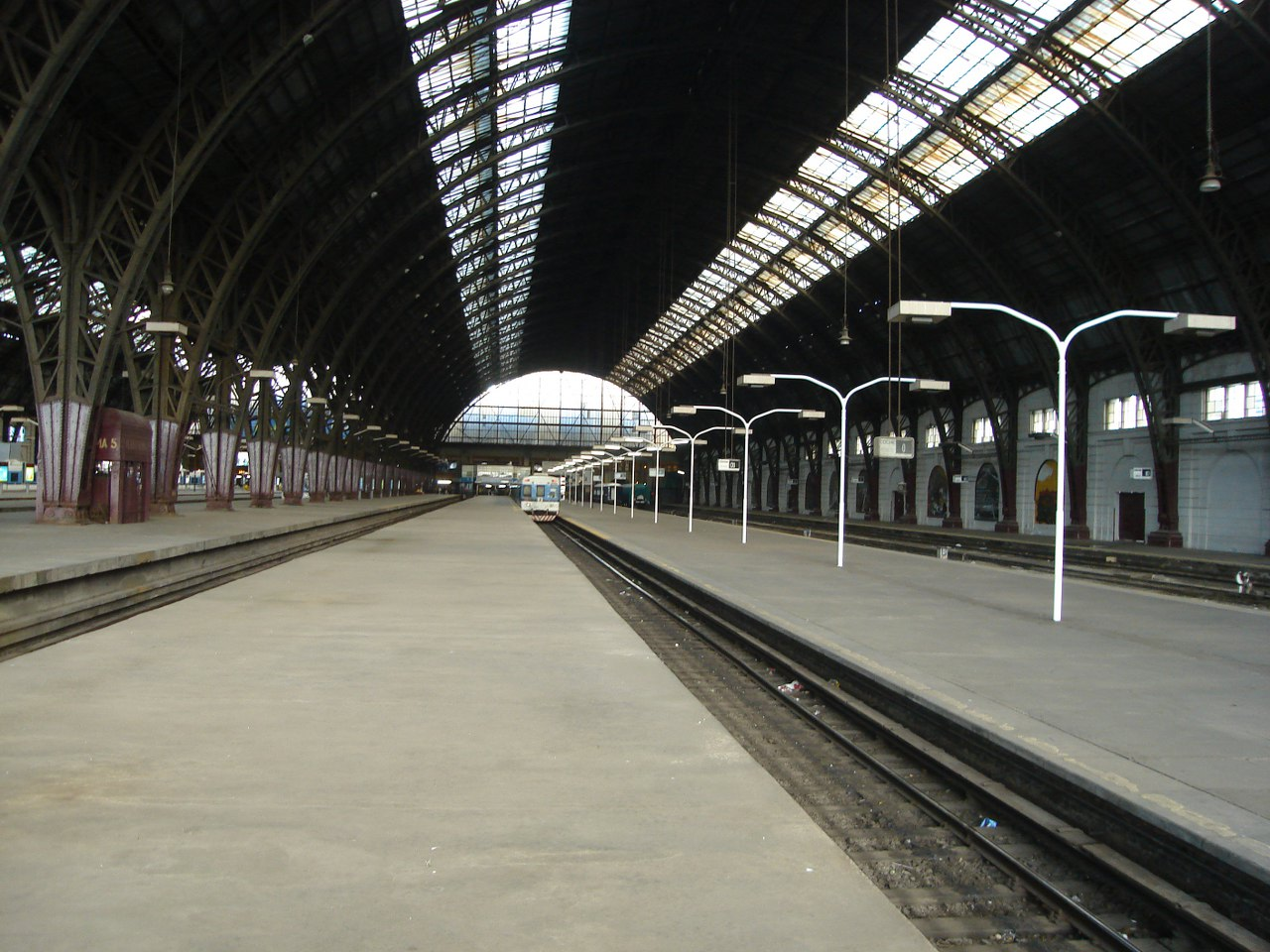
レティーロ・ミトレ駅のホームに停車中の日本製の電車とトレイン・シェッド

### 近郊路線
レティーロ駅はブエノスアイレス最大の近郊路線駅であり、他駅よりも多くの通勤列車が発着する。2016年時点ではアルゼンチン国鉄（Trenes Argentinos）とフェロビアスが運行する3つの主要路線がレティーロ駅とブエノスアイレス北部郊外を結んでいる。このうちミトレ線は電化されており、ベルグラーノ北線は1,000㎜の狭軌となっている。
これら3路線は1948年の第一次国有化以前は全て違う会社であったため、各路線ごとに駅舎はデザインを含め異なっており、改札も各路線ごとである。
- サン・マルティン線･･･レティーロ駅とブエノスアイレス州・ビジャ・デボート、エル・パロマール、ウルリンガム、ピラールなどを結んでいる。名前の通り同国中西部の鉄道網であるサン・マルティン将軍鉄道の一部で、近年改築された駅舎は3路線の中で一番右側に位置しており、同国最大級のバスターミナルであるレティーロ・テルミナルおよびボリビア人・パラグアイ人の大規模なコミュニティが存在する「緊急住宅地」ビシャ31と隣接。レティーロ・サン・マルティン駅と呼ぶ。

- ミトレ線･･･レティーロ駅とブエノスアイレス州・ホセ・レオン・スアレス、ティグレ、バルトロメ・ミトレを結ぶ計3系統からなる路線。名前の通り同国北西部の路線網であるミトレ将軍鉄道の一部で、後述する長距離列車も運行。駅舎は3路線の中で一番左に位置し、最も壮大で優雅なデザインが特長。レティーロ・ミトレ駅と呼ばれ、地下鉄C線と接続するほか、隣のベルグラーノ北線の駅舎との間には貨物ターミナルを介して港や別の近郊路線であるサルミエント線とロカ線へ繋がる路線が通っている。

- ベルグラーノ北線･･･レティーロ駅とブエノスアイレス州・ビシャ・ローサを結んでいる。各駅停車をフェロビアスが、急行をアルゼンチン国鉄（Trenes Argentinos）がそれぞれ運行している。名前の通り同国中を結ぶ狭軌の路線網であるベルグラーノ将軍鉄道の一部であり、駅舎は3路線の中の真ん中に位置している。レティーロ・ベルグラーノ駅と呼ぶ。

### 長距離列車
通勤路線網の中心駅としての機能に加えて、ミトレ将軍鉄道およびサン・マルティン将軍鉄道のレティーロ駅は国内西部や北部に向かういくつかの長距離列車のターミナル駅でもある。2006年4月には、当時のネストル・キルチネル大統領が「ブエノスアイレス＝ロサリオ＝コルドバ高速鉄道」の建設計画を発表した際に、ブエノスアイレスのターミナル駅としてレティーロ駅が使用される予定であったが、国内の財政危機のために計画は停滞している。
新アルゼンチン国鉄（Trenes Argentinos）によってコルドバ州・コルドバ（アルゼンチン第2の都市）、ロサリオ、トゥクマン州・サン・ミゲル・デ・トゥクマン、ルフィーノ等と結ばれている。
- アルゼンチン国鉄（Trenes Argentinos）
  - レティーロ・ミトレ - ロザリオ
    - 毎日1便

  - レティーロ・ミトレ - コルドバ　
    - 土日除いた毎日1便

  - レティーロ・ミトレ - サン・ミゲル・デ・トゥクマン・ミトレ 
    - 週2便

  - レティーロ・ミトレ - ルフィーノ
    - 週1便（運休中）